# 埃米爾·莫里斯
埃米爾·莫里斯（德語：Emil Maurice，1897年1月19日—1972年2月6日）是一位國家社會主義德國工人黨（納粹黨）的早期黨員與準軍事組織「親衛隊」的創始成員，同時也是納粹德國元首阿道夫·希特勒的個人司機之一。莫里斯是親衛隊中少數的混合血統人種成員（同時擁有猶太人血統與德意志人血統者）。

## 早年生活以及與希特勒的關係

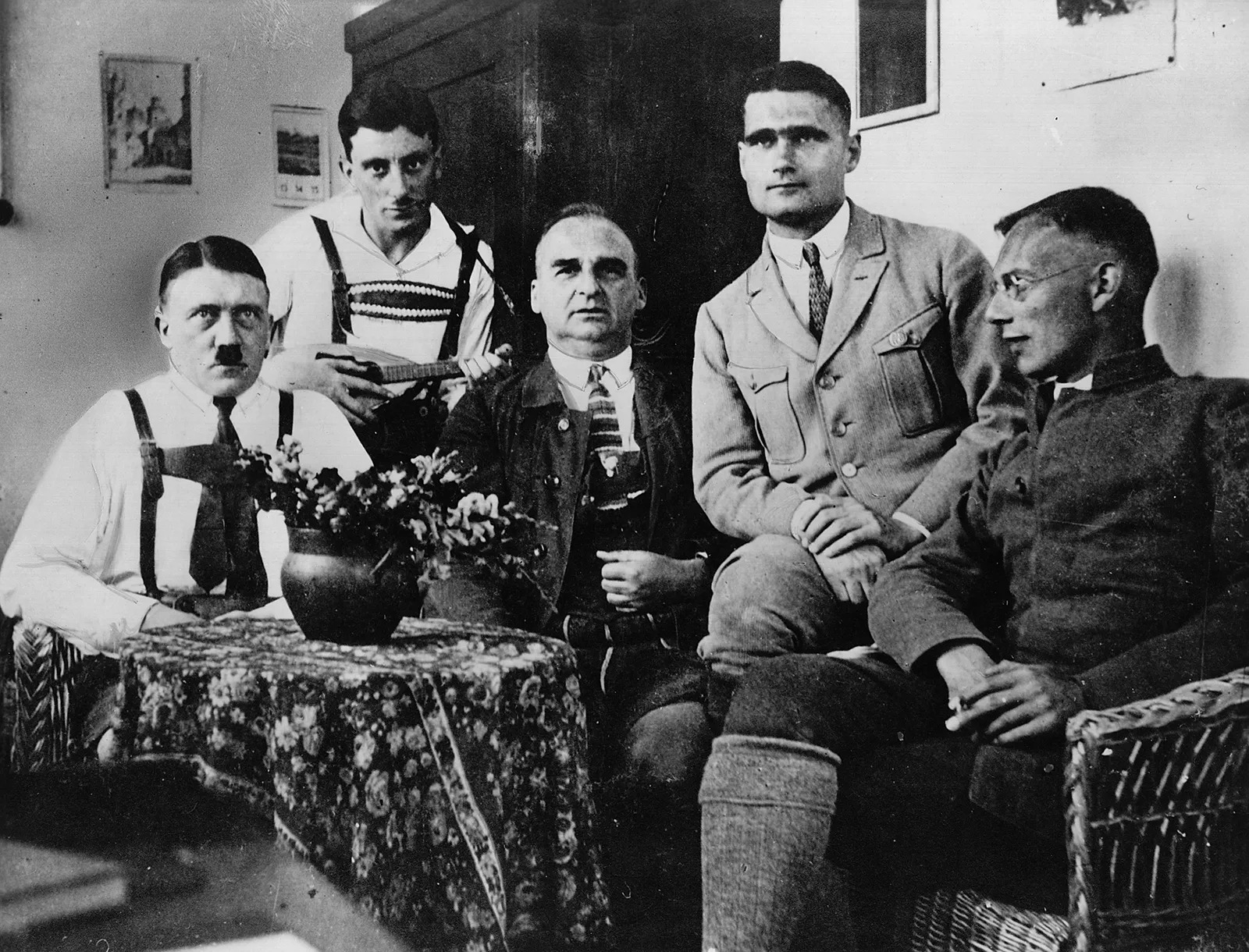
1924年，关押在兰茨贝格监狱的啤酒馆政变重要参与者。从左到右为阿道夫·希特勒、埃米尔·莫里斯、赫尔曼·克里拜尔、鲁道夫·赫斯、弗里德里希·韦伯

埃米爾·莫里斯於1897年1月19日出生在德意志帝國的北部市鎮韋斯特爾莫爾。自實科中學畢業後，莫里斯成為一名鐘錶匠。他與阿道夫·希特勒的淵源匪淺，兩人的友誼至少可以追溯至1919年兩人都還是德國工人黨黨員的時候。莫里斯的德國工人黨黨員編號為594號（編號自501號開始編起）。1920年衝鋒隊成立後，莫里斯出任第一任衝鋒隊最高領袖，並曾多次領導衝鋒隊成員與其他團體鬥毆或對其他政黨的集會場合進行騷擾。希特勒稍後在其著作《我的奮鬥》中特別提及一場發生於1921年11月間的暴力事件，並描述了莫里斯在該場流血衝突中身先士卒的表現。
1923年，莫里斯加入了為保護希特勒個人人身安全而創設的小型隨扈單位「儀仗警衛隊」的成員。同年5月，該單位更名為「希特勒突擊隊」。除莫里斯外，尤利烏斯·施雷克、約瑟夫·柏赫托德與埃爾哈德·海登等人亦均是希特勒突擊隊成員。1923年11月9日，希特勒突擊隊、衝鋒隊與其他數個單位共同參與了納粹黨人在慕尼黑發動的啤酒館政變。政變以失敗告終，希特勒、魯道夫·赫斯與莫里斯等納粹黨幹部均遭逮捕定罪，並關押於蘭茨貝格監獄。納粹黨與含希特勒突擊隊在內的附隨組織悉數遭到解散。在獄中，莫里斯協助希特勒撰寫了其著作《我的奮鬥》的一部分。
希特勒獲釋後，納粹黨正式重組。1925年，希特勒下令組建一支名為「保衛總隊」（Schutzkommando）的新隨扈單位。保衛總隊由希特勒的親密友人尤利烏斯·施雷克組織成立，莫里斯與海登等舊希特勒突擊隊成員亦悉數加入了該單位。同年，保衛總隊已擴張至全國規模，並於不久後更名為「突擊衛隊」（Sturmstaffel），最終於1925年11月9日定名為「親衛隊」（Schutzstaffel）。希特勒是親衛隊第1號隊員，莫里斯則是第2號。莫里斯在親衛隊中擔任主管職，而全國領袖則由施雷克出任。莫里斯隨後成為希特勒的私人司機。據傳他曾於1927年與希特勒的姪女潔莉·羅包爾有過一段短暫的關係，而這段關係最終亦造成他離任希特勒司機一職。
莫里斯在親衛隊於1932年進行組織重整並擴張規模時晉升為資深官員，並最終晉升至親衛隊上級領袖 。雖然莫里斯從未真正升任親衛隊全國領袖，但他的2號隊員編號仍在在確認了其作為親衛隊創始成員的身份。在任時間最久的全國領袖海因里希·希姆萊的親衛隊隊員編號為168號。

## 與希姆萊就猶太人血統發生的爭執
希姆萊成為親衛隊全國領袖後制定了規範親衛隊官員種族純潔性的政策。根據此政策，莫里斯須於1935年結婚前遞交家族血統史以供查核；這使他相當不悅。希姆萊曾說道：「毫無疑問的...莫里斯，根據他的族譜世系圖來看，並不是雅利安人的後裔。」在希姆來的政策下，所有親衛隊官員均須提出證據證明自身血統的純正性，並須一路上溯至1750年；而莫里斯則擁有部分猶太人血統。
雖然莫里斯早在1919年時便已入黨，曾參與啤酒館政變，且曾擔任希特勒的隨扈，但希姆萊仍因他的猶太血統將其視為嚴重的問題。希姆萊向希特勒建議將莫里斯逐出親衛隊，但希特勒選擇支持他的老友。1935年8月31日，希特勒在一封寫給希姆萊的秘密信件中說服後者給予莫里斯與其在親衛隊中任職的兄弟們特殊待遇，並以宣告莫里斯一家為「榮譽雅利安人」的方式准允其續留親衛隊。

## 後續生活
1936年莫里斯代表波茨坦選區當選帝国议会議員；隔年他成為慕尼黑商業公會會長。1940年至1942年間，莫里斯以軍官身份服役於納粹德國空軍。第二次世界大戰結束後莫里斯遭蘇聯紅軍俘虜，並於1948年遭判四年勞動改造。他於1972年2月6日逝世於西德慕尼黑。

### 引用
1. ↑  Raul Hilberg. . 1973: 677.
2. 1 2 3  Hamilton 1984，第160頁.
3. 1 2 3  Hoffmann 2000，第50頁.
4. ↑  McNab 2009，第14, 16頁.
5. ↑  McNab 2009，第16頁.
6. 1 2  McNab 2009，第10, 11頁.
7. ↑  Hamilton 1984，第160, 161, 172頁.
8. ↑  Wegner 1990，第62頁.
9. ↑  Weale 2010，第26頁.
10. ↑  Weale 2010，第16, 26頁.
11. ↑  Weale 2010，第29頁.
12. ↑  Hamilton 1984，第172頁.
13. 1 2 3 4 5  Hamilton 1984，第161頁.
14. ↑  Biondi 2000，第7頁.
15. ↑  Hamilton 1984，第160–161頁.
16. ↑  Hoffmann 2000，第50, 51頁.

### 圖書
- Biondi, Robert (编). . Atglen, PA: Schiffer. 2000 [1942]. ISBN 978-0-7643-1061-4.
- Hamilton, Charles. . R. James Bender Publishing. 1984. ISBN 0-912138-27-0.
- Hoffmann, Peter. . Da Capo Press. 2000. ISBN 978-0-30680-947-7.
- McNab, Chris. . Amber Books Ltd. 2009. ISBN 978-1-906626-49-5.
- Weale, Adrian. . London: Little, Brown. 2010. ISBN 978-1408703045.
- Wegner, Bernd. . Blackwell. 1990. ISBN 0-631-14073-5.